# Saint-Germain-Village

Saint-Germain-Village este o comună în departamentul Eure, Franța. În 1 ianuarie 2018 avea o populație de 1.678 de locuitori.